# Schöne Aussicht (Odenwald)
Die Schöne Aussicht in der Gemarkung Winkel der Stadt Lindenfels im Landkreis Bergstraße markiert mit 447 m ü. NN als Passhöhe im hessischen Odenwald den Scheitelpunkt im Verlauf der Bundesstraße 47 auf dem Weg von der Bergstraße ins Gersprenztal.

## Geographische Lage und Verkehr
Die Schöne Aussicht liegt im Vorderen Odenwald unterhalb eines Bergsporns, der vom Raupenstein (545,3 m), einem südlichen Nebengipfel der Neunkircher Höhe (605 m), nach Südwesten gegen das Tal des Kolmbachs vorspringt. Der Kolmbach ist der erste einer Reihe von Bächen, die der Weschnitzsenke nach Süden hin zufließen und deren Quellgebiet die Bundesstraße 47 auf ihrem Weg vom Lautertal nach Osten kurvenreich queren muss, bevor sie am Gumpener Kreuz die Abfahrt zur Gersprenzsenke erreicht. Während der Anstieg von Gadernheim (365 m), dem letzten Ort im Lautertal, über Kolmbach bis zur Schönen Aussicht nur drei Kilometer misst, sind es von hier über Litzelröder und die Kernstadt Lindenfels bis zum Gumpener Kreuz (273 m) sechs Kilometer.
Die Schöne Aussicht trägt ihren Namen nach einer der beiden hier errichteten Gaststätten. Die andere heißt Zur Linde.